# Nothocremastus brunneipennis
Nothocremastus brunneipennis är en stekelart som först beskrevs av Walley 1933.  Nothocremastus brunneipennis ingår i släktet Nothocremastus och familjen brokparasitsteklar. Inga underarter finns listade i Catalogue of Life.